# Kungsberga kungsgård
Kungsberga kungsgård i Färentuna socken i Ekerö kommun var en kungsgård under medeltiden. 
I Färentuna socken uppfördes Färentuna kyrka under sent 1100-tal på Kungsgårdens mark med kronan som byggherre. Vid Kungsberga by, ett par kilometer nordväst om Färentuna kyrka, anlades omkring 1276-1290 borgen Ringanäs, troligen för kung Magnus Ladulås. Borgen Ringanäs är idag en ruin. Byggnaden påminde till det yttre om Alsnö hus på Adelsön, som var kung Magnus Ladulås sommarslott.